# Liste der Staatsoberhäupter 380
Übersicht
◄◄ | ◄ | 376 | 377 | 378 | 379 | Liste der Staatsoberhäupter 380 | 381 | 382 | 383 | 384 | ► | ►►

Weitere Ereignisse

## Afrika
- Aksumitisches Reich
  - König: Mehadeyis (ca. 355–ca. 385)

- Römisches Reich
  - Provincia Romana Aegyptus
    - Präfekt: Iulianus (380)

## Amerika
- Maya
  - Tikal
    - König: Yax Nuun Ayiin I. (379–410)

## Asien
- Armenien
  - König: Arschak III. (379–389)

- China
  - Kaiser: Xiàowǔ (372–396)
  - Sechzehn Reiche:
    - Frühere Qin: Fu Jian (357–385)

- Iberien (Kartlien)
  - König: Mirdat III. (365–380)
  - König: Aspacur III. (380–394)

- Indien
  - Gupta-Reich
    - König: Chandragupta II. (375–415)

  - Kadamba
    - König: Kanga Varman (355–380)
    - König: Bhagiratha (380–410)

  - Pallava
    - König: Skanda Varman II. (370–385)

  - Vakataka
    - König: Prithvisena I. (355–380)
    - König: Rudrasena II. (380–390)

- Japan
  - Kaiser: Nintoku (313–399)

- Korea
  - Baekje
    - König: Geungusu (375–384)

  - Gaya
    - König: Isipum (346–407)

  - Goguryeo
    - König: Sosurim (371–384)

  - Silla
    - König: Naemul (356–402)

- Sassanidenreich
  - Schah (Großkönig): Ardaschir II. (379–383)

## Europa
- Römisches Reich
  - Kaiser im Westen: Gratian (375–383)
  - Kaiser im Westen: Valentinian II. (375–392)
  - Kaiser im Osten: Theodosius I. (378–395)
    - Konsul: Gratian (380)
    - Konsul: Theodosius I. (380)